# Open di Francia 2015
L'Open di Francia 2015 (conosciuto anche come Roland Garros) è stato un torneo di tennis giocato sulla terra rossa. È stata la 114ª edizione dell'Open di Francia, e la seconda prova del Grande Slam dell'anno. Si è giocato allo Stade Roland Garros di Parigi, in Francia, dal 24 maggio al 7 giugno 2015. I detentori del titolo del singolare maschile e femminile erano rispettivamente lo spagnolo Rafael Nadal e la russa Marija Šarapova. In campo femminile il titolo è andato alla statunitense Serena Williams che ha sconfitto in finale la ceca Lucie Šafářová, mentre tra gli uomini si è imposto lo svizzero Stan Wawrinka superando in finale il numero 1 al mondo, il serbo Novak Đoković.

## Sommario
Nel singolare maschile trionfa Stan Wawrinka testa di serie n.8. Lo svizzero dopo aver battuto al primo turno il turco Marsel İlhan per 6–3, 6–2, 6–3, supera al secondo turno il serbo Dušan Lajović col punteggio di 6–3, 6–4, 5–7, 6–3. Al terzo turno batte l'americano Steve Johnson per 6–4, 6–3, 6–2, al quarto il francese Gilles Simon per 6–1, 6–4, 6–2.
Nei quarti sconfigge il connazionale Roger Federer per 6–4, 6–3, 7–6(2). In semifinale affronta il francese Jo-Wilfried Tsonga su cui prevale in quattro set, 6–3, 6(1)–7, 7–6(3), 6–4. Disputa la finale al Philippe Chatrier trionfando su Novak Đoković col punteggio di 4–6, 6–4, 6–3, 6–4.
Nel singolare femminile trionfa Serena Williams. Dopo il primo turno vinto per 6–2, 6–3 contro la qualificata Andrea Sestini Hlaváčková della Repubblica Ceca, la statunitense testa di serie n.1 batte al secondo turno la tedesca Anna-Lena Friedsam col punteggio di 5–7, 6–3, 6–3, al turno successivo supera la bielorussa Viktoryja Azaranka per 3–6, 6–4, 6–2.
Nei quarti batte 6–1, 6–3, l'italiana Sara Errani, prima di superare nella semifinale la svizzera Timea Bacsinszky per 4–6, 6–3, 6–0. In finale trionfa sulla ceca Lucie Šafářová col punteggio di 6–3, 6(2)–7, 6–2.

## Programma del torneo
Il torneo si svolge in 15 giornate divise in due settimane.

## Tennisti partecipanti ai singolari

### Singolare maschile
| Campione                    | Campione                   | Finalista                  | Finalista                   |
| --------------------------- | -------------------------- | -------------------------- | --------------------------- |
| Stan Wawrinka (8)           | Stan Wawrinka (8)          | Novak Đoković (1)          | Novak Đoković (1)           |
| Semifinalisti               |                            |                            |                             |
| Andy Murray (3)             | Andy Murray (3)            | Jo-Wilfried Tsonga (14)    | Jo-Wilfried Tsonga (14)     |
| Eliminati ai quarti         |                            |                            |                             |
| Rafael Nadal (6)            | David Ferrer (7)           | Kei Nishikori (5)          | Roger Federer (2)           |
| Eliminati agli ottavi       |                            |                            |                             |
| Richard Gasquet (20)        | Jack Sock                  | Jérémy Chardy              | Marin Čilić (9)             |
| Tejmuraz Gabašvili          | Tomáš Berdych (4)          | Gilles Simon (12)          | Gaël Monfils (13)           |
| Eliminati al 3º turno       |                            |                            |                             |
| Thanasi Kokkinakis (WC)     | Kevin Anderson (15)        | Borna Ćorić                | Andrej Kuznecov             |
| Nick Kyrgios (29)           | David Goffin (17)          | Leonardo Mayer (23)        | Simone Bolelli              |
| Benjamin Becker             | Lukáš Rosol                | Pablo Andújar              | Benoît Paire                |
| Steve Johnson               | Nicolas Mahut (WC)         | Damir Džumhur              | Pablo Cuevas (21)           |
| Eliminati al 2º turno       |                            |                            |                             |
| Gilles Müller               | Bernard Tomić (27)         | Carlos Berlocq             | Lu Yen-hsun                 |
| Pablo Carreño Busta         | Tommy Robredo (18)         | Jürgen Melzer              | Nicolás Almagro             |
| João Sousa                  | Kyle Edmund (Q)            | Santiago Giraldo           | John Isner (16)             |
| Andrea Arnaboldi (Q)        | Jerzy Janowicz             | Viktor Troicki (31)        | Daniel Gimeno Traver        |
| Thomaz Bellucci             | Fernando Verdasco (32)     | Roberto Bautista Agut (19) | Juan Mónaco                 |
| Dudi Sela                   | Philipp Kohlschreiber (22) | Fabio Fognini (28)         | Radek Štěpánek (PR)         |
| Dušan Lajović               | Serhij Stachovs'kyj        | Ernests Gulbis (24)        | Martin Kližan               |
| Diego Schwartzman           | Dominic Thiem              | Marcos Baghdatis           | Marcel Granollers           |
| Eliminati al 1º turno       |                            |                            |                             |
| Jarkko Nieminen             | Paolo Lorenzi              | Nikoloz Basilašvili (Q)    | Luca Vanni (Q)              |
| Germain Gigounon (Q)        | Illja Marčenko (Q)         | Blaž Kavčič                | Tim Smyczek                 |
| Grigor Dimitrov (10)        | Víctor Estrella Burgos     | Sam Querrey                | Andrej Golubev (LL)         |
| Adrian Mannarino (30)       | Malek Jaziri               | Aleksandr Dolhopolov       | Quentin Halys (WC)          |
| Facundo Argüello (LL)       | Vasek Pospisil             | Stéphane Robert (Q)        | Denis Istomin               |
| Filip Krajinović            | Donald Young               | Michael Berrer (Q)         | Andreas Seppi               |
| Robin Haase                 | James Duckworth            | Maxime Hamou (WC)          | Jiří Veselý                 |
| Jan-Lennard Struff          | Steve Darcis               | João Souza                 | Lukáš Lacko                 |
| Paul-Henri Mathieu (WC)     | Marinko Matosevic          | Ruben Bemelmans            | Tarō Daniel (Q)             |
| Florian Mayer (PR)          | Elias Ymer (Q)             | Federico Delbonis          | Feliciano López (11)        |
| Christian Lindell (Q)       | Michail Kukuškin           | Albert Ramos Viñolas       | Gō Soeda                    |
| Tatsuma Itō                 | Gastão Elias (Q)           | Ivan Dodig                 | Yoshihito Nishioka (Q)      |
| Marsel İlhan                | Máximo González            | Ričardas Berankis          | Guillermo García López (26) |
| Igor Sijsling (Q)           | Kimmer Coppejans (Q)       | Frances Tiafoe (WC)        | Lucas Pouille (WC)          |
| Édouard Roger-Vasselin (WC) | Andreas Haider-Maurer      | Aljaž Bedene               | Samuel Groth                |
| Ivo Karlović (25)           | Michail Južnyj             | Matthias Bachinger (Q)     | Alejandro Falla (LL)        |

### Singolare femminile
| Campionessa                | Campionessa               | Finalista               | Finalista                  |
| -------------------------- | ------------------------- | ----------------------- | -------------------------- |
| Serena Williams (1)        | Serena Williams (1)       | Lucie Šafářová (13)     | Lucie Šafářová (13)        |
| Semifinaliste              |                           |                         |                            |
| Timea Bacsinszky (23)      | Timea Bacsinszky (23)     | Ana Ivanović (7)        | Ana Ivanović (7)           |
| Eliminate ai quarti        |                           |                         |                            |
| Sara Errani (17)           | Alison Van Uytvanck       | Elina Svitolina (21)    | Garbiñe Muguruza (20)      |
| Eliminate agli ottavi      |                           |                         |                            |
| Sloane Stephens            | Julia Görges              | Petra Kvitová (4)       | Andreea Mitu               |
| Ekaterina Makarova (9)     | Alizé Cornet (29)         | Flavia Pennetta (28)    | Marija Šarapova (2)        |
| Eliminate al 3º turno      |                           |                         |                            |
| Viktoryja Azaranka (27)    | Cvetana Pironkova         | Andrea Petković (10)    | Irina Falconi              |
| Irina-Camelia Begu (30)    | Madison Keys (16)         | Francesca Schiavone     | Kristina Mladenovic        |
| Donna Vekić                | Elena Vesnina             | Annika Beck             | Mirjana Lučić-Baroni       |
| Carla Suárez Navarro (8)   | Angelique Kerber (11)     | Sabine Lisicki (20)     | Samantha Stosur (26)       |
| Eliminate al 2º turno      |                           |                         |                            |
| Anna-Lena Friedsam         | Lucie Hradecká            | Denisa Allertová        | Heather Watson             |
| Lourdes Domínguez Lino (Q) | Carina Witthöft           | Sesil Karatančeva (Q)   | Caroline Wozniacki (5)     |
| Sílvia Soler Espinosa      | A Konjuh                  | Tereza Smitková         | Belinda Bencic             |
| Karolína Plíšková (12)     | Svetlana Kuznecova (18)   | Zarina Dijas (32)       | Danka Kovinić              |
| Misaki Doi                 | Bojana Jovanovski         | Polona Hercog           | Teliana Pereira (Q)        |
| Paula Kania (Q)            | Julija Putinceva          | Alexandra Dulgheru      | Simona Halep (3)           |
| Virginie Razzano (WC)      | Magdaléna Rybáriková      | Camila Giorgi           | Ajla Tomljanović           |
| Kurumi Nara                | Dar'ja Gavrilova          | Amandine Hesse (WC)     | Vitalija D'jačenko         |
| Eliminati al 1º turno      |                           |                         |                            |
| Andrea Hlaváčková (Q)      | Alexa Glatch (Q)          | Zheng Saisai            | María Teresa Torró Flor    |
| Barbora Strýcová (22)      | Johanna Konta (Q)         | Mathilde Johansson (WC) | Venus Williams (15)        |
| Shelby Rogers              | Christina McHale          | Kateřina Siniaková      | Alison Riske               |
| Jelena Janković (25)       | Manon Arcangioli (WC)     | Coco Vandeweghe         | Karin Knapp                |
| Marina Eraković            | Pauline Parmentier        | Margarita Gasparjan (Q) | Bethanie Mattek-Sands (PR) |
| Lara Arruabarrena Vecino   | Taylor Townsend           | Daniela Hantuchová      | Varvara Lepchenko          |
| Zhang Shuai                | Alizé Lim (WC)            | Wang Qiang              | Kiki Bertens               |
| Dinah Pfizenmaier          | Anna Karolína Schmiedlová | Klára Koukalová         | Eugenie Bouchard (6)       |
| Jaroslava Švedova          | Petra Cetkovská           | Lesja Curenko           | Caroline Garcia (31)       |
| Peng Shuai (24)            | Kirsten Flipkens          | Fiona Ferro (WC)        | Louisa Chirico (WC)        |
| Agnieszka Radwańska (14)   | Mona Barthel              | Aleksandra Krunić       | Yanina Wickmayer           |
| Roberta Vinci              | Nicole Gibbs              | Lauren Davis            | Evgenija Rodina            |
| Monica Niculescu           | Verónica Cepede Royg (Q)  | Olivia Rogowska (Q)     | Magda Linette              |
| Petra Martić (Q)           | Tatjana Maria             | Casey Dellacqua         | Tímea Babos                |
| Anastasija Pavljučenkova   | Océane Dodin (WC)         | Johanna Larsson         | Mónica Puig                |
| Madison Brengle            | Jarmila Gajdošová         | Stefanie Vögele         | Kaia Kanepi                |

## Qualificazioni e sorteggio
Le qualificazioni si sono svolte fra il 19 e il 22 maggio 2015 in tre turni. Si sono qualificati i vincitori del terzo turno e i lucky loser:
- Per il singolare maschile: Nikoloz Basilašvili, Igor Sijsling, Andrea Arnaboldi, Elias Ymer, Tarō Daniel, Luca Vanni, Yoshihito Nishioka, Christian Lindell, Stéphane Robert, Kimmer Coppejans, Germain Gigounon, Kyle Edmund, Gastão Elias, Matthias Bachinger, Illja Marčenko, Michael Berrer.
- Per il singolare femminile: Teliana Pereira, Verónica Cepede Royg, Sesil Karatančeva, Olivia Rogowska, Petra Martić, Alexa Glatch, Johanna Konta, Dinah Pfizenmaier, Lourdes Domínguez Lino, Andrea Hlaváčková, Margarita Gasparjan, Paula Kania.

Le wildcard sono state assegnate a:
- Per il singolare maschile: Maxime Hamou, Quentin Halys, Thanasi Kokkinakis, Paul-Henri Mathieu, Nicolas Mahut, Lucas Pouille, Édouard Roger-Vasselin, Frances Tiafoe[1].
- Per il singolare femminile: Manon Arcangioli, Louisa Chirico[2], Océane Dodin, Fiona Ferro, Amandine Hesse, Mathilde Johansson, Alizé Lim, Virginie Razzano.
- Per il doppio maschile: Enzo Couacaud / Quentin Halys, Kenny De Schepper / Benoît Paire, Thanasi Kokkinakis / Lucas Pouille, Tristan Lamasine / Johan Sebastien Tatlot, Axel Michon / Gianni Mina, Gaël Monfils / Josselin Ouanna, Florent Serra / Maxime Teixeira.
- Per il doppio femminile: Manon Arcangioli / Chloé Paquet, Julie Coin / Pauline Parmentier, Clothilde de Bernardi / Sherazad Reix, Stéphanie Foretz / Amandine Hesse, Mathilde Johansson / Virginie Razzano, Alizé Lim / Laura Thorpe, Constance Sibille / Irina Ramialison.
- Per il doppio misto: Julie Coin / Nicolas Mahut, Clothilde De Bernardi / Maxime Hamou, Stéphanie Foretz / Édouard Roger-Vasselin, Mathilde Johansson / Adrian Mannarino, Chloe Paquet / Benoît Paire.

Il sorteggio dei tabelloni principali si è svolto il 22 maggio 2015. Le teste di serie nº 1 dei singolari sono state Novak Đoković e Serena Williams.

## Calendario

### 24 maggio (1º giorno)
Nella 1ª giornata si sono giocati gli incontri del primo turno dei singolari maschile e femminile in base al programma della giornata
| Incontri sui campi principali                         | Incontri sui campi principali                         | Incontri sui campi principali                         | Incontri sui campi principali                         |
| Incontri sul Court Philippe Chatrier (Campo centrale) | Incontri sul Court Philippe Chatrier (Campo centrale) | Incontri sul Court Philippe Chatrier (Campo centrale) | Incontri sul Court Philippe Chatrier (Campo centrale) |
| Turno                                                 | Vincitore                                             | Perdente                                              | Punteggio                                             |
| ----------------------------------------------------- | ----------------------------------------------------- | ----------------------------------------------------- | ----------------------------------------------------- |
| 1º turno singolare femminile                          | Simona Halep [3]                                      | Evgenija Rodina                                       | 7-5, 6-4                                              |
| 1º turno singolare maschile                           | Roger Federer [2]                                     | Alejandro Falla [LL]                                  | 6-3, 6-3, 6-4                                         |
| 1º turno singolare femminile                          | Donna Vekić                                           | Caroline Garcia [31]                                  | 3-6, 6-3, 6-2                                         |
| 1º turno singolare maschile                           | Jo-Wilfried Tsonga [14]                               | Christian Lindell                                     | 6-1, 6-2, 6-2                                         |
| Incontri sul Court Suzanne Lenglen (Grandstand)       |                                                       |                                                       |                                                       |
| Turno                                                 | Vincitore                                             | Perdente                                              | Punteggio                                             |
| 1º turno singolare femminile                          | Ekaterina Makarova [9]                                | Louisa Chirico                                        | 6-4, 6-2                                              |
| 1º turno singolare maschile                           | Stan Wawrinka [8]                                     | Marsel İlhan                                          | 6-3, 6-2, 6-3                                         |
| 1º turno singolare maschile                           | Kei Nishikori [5]                                     | Paul-Henri Mathieu [WC]                               | 6-3, 7-5, 6-1                                         |
| 1º turno singolare femminile                          | Ana Ivanović [7]                                      | Jaroslava Švedova                                     | 4-6, 6-2, 6-0                                         |

- Teste di serie eliminate:
  - Singolare maschile:  Ivo Karlović [25],  Guillermo García López [26]
  - Singolare femminile:  Peng Shuai [24],  Caroline Garcia [31]

### 25 maggio (2º giorno)
Nella 2ª giornata si sono giocati gli incontri del primo turno dei singolari maschile e femminile in base al programma della giornata
| Incontri sui campi principali                         | Incontri sui campi principali                         | Incontri sui campi principali                         | Incontri sui campi principali                         |
| Incontri sul Court Philippe Chatrier (Campo centrale) | Incontri sul Court Philippe Chatrier (Campo centrale) | Incontri sul Court Philippe Chatrier (Campo centrale) | Incontri sul Court Philippe Chatrier (Campo centrale) |
| Turno                                                 | Vincitore                                             | Perdente                                              | Punteggio                                             |
| ----------------------------------------------------- | ----------------------------------------------------- | ----------------------------------------------------- | ----------------------------------------------------- |
| 1º turno singolare femminile                          | Alizé Cornet [29]                                     | Roberta Vinci                                         | 4-6, 6-4, 6-1                                         |
| 1º turno singolare maschile                           | Gilles Simon [12]                                     | Lucas Pouille [WC]                                    | 3-6, 6-1, 6-2, 6-4                                    |
| 1º turno singolare femminile                          | Marija Šarapova [2]                                   | Kaia Kanepi                                           | 6-2, 6-4                                              |
| 1º turno singolare maschile                           | Andy Murray [3]                                       | Facundo Argüello [LL]                                 | 6-3, 6-3, 6-1                                         |
| Incontri sul Court Suzanne Lenglen (Grandstand)       |                                                       |                                                       |                                                       |
| Turno                                                 | Vincitore                                             | Perdente                                              | Punteggio                                             |
| 1º turno singolare femminile                          | Tomáš Berdych [4]                                     | Yoshihito Nishioka [Q]                                | 6-0, 7-5, 6-3                                         |
| 1º turno singolare maschile                           | Virginie Razzano [WC]                                 | Verónica Cepede Royg [Q]                              | 2-6, 6-4, 6-2                                         |
| 1º turno singolare maschile                           | Gaël Monfils [13]                                     | Édouard Roger-Vasselin [WC]                           | 6-2, 65-7, 6-1, 7-5                                   |
| 1º turno singolare femminile                          | Sloane Stephens                                       | Venus Williams [15]                                   | 7-65, 6-1                                             |

- Teste di serie eliminate:
  - Singolare maschile:  Feliciano López [11],  Adrian Mannarino [30]
  - Singolare femminile:  Agnieszka Radwańska [14],  Venus Williams [15],  Barbora Strýcová [22]

### 26 maggio (3º giorno)
Nella 3ª giornata si sono giocati gli incontri di primo turno del singolare maschile, singolare femminile e doppio maschile in base al programma della giornata
| Incontri sui campi principali                         | Incontri sui campi principali                         | Incontri sui campi principali                         | Incontri sui campi principali                         |
| Incontri sul Court Philippe Chatrier (Campo centrale) | Incontri sul Court Philippe Chatrier (Campo centrale) | Incontri sul Court Philippe Chatrier (Campo centrale) | Incontri sul Court Philippe Chatrier (Campo centrale) |
| Turno                                                 | Vincitore                                             | Perdente                                              | Punteggio                                             |
| ----------------------------------------------------- | ----------------------------------------------------- | ----------------------------------------------------- | ----------------------------------------------------- |
| 1º turno singolare femminile                          | Petra Kvitová [4]                                     | Marina Eraković                                       | 6-4, 3-6, 6-4                                         |
| 1º turno singolare maschile                           | Rafael Nadal [6]                                      | Quentin Halys [WC]                                    | 6-3, 6-3, 6-4                                         |
| 1º turno singolare maschile                           | Novak Đoković [1]                                     | Jarkko Nieminen                                       | 6-2, 7-5, 6-2                                         |
| 1º turno singolare femminile                          | Serena Williams [1]                                   | Andrea Hlaváčková [Q]                                 | 6-2, 6-3                                              |
| Incontri sul Court Suzanne Lenglen (Grandstand)       |                                                       |                                                       |                                                       |
| Turno                                                 | Vincitore                                             | Perdente                                              | Punteggio                                             |
| 1º turno singolare femminile                          | David Ferrer [7]                                      | Lukáš Lacko                                           | 6-1, 6-3, 6-1                                         |
| 1º turno singolare maschile                           | Caroline Wozniacki [5]                                | Karin Knapp                                           | 6-3, 6-0                                              |
| 1º turno singolare maschile                           | Richard Gasquet [20]                                  | Germain Gigounon [Q]                                  | 6-4, 6-3, 6-0                                         |
| 1º turno singolare femminile                          | Kristina Mladenovic                                   | Eugenie Bouchard [6]                                  | 6-4, 6-4                                              |

- Teste di serie eliminate:
  - Singolare maschile:  Grigor Dimitrov [10]
  - Singolare femminile:  Eugenie Bouchard [6],  Jelena Janković [25]
  - Doppio maschile:  Marcel Granollers /  Marc López [4]

### 27 maggio (4º giorno)
Nella 4ª giornata si sono giocati gli incontri di secondo turno del singolare maschile e femminile oltre ai primi turni del doppio maschile e femminile in base al programma della giornata
| Incontri sui campi principali                         | Incontri sui campi principali                         | Incontri sui campi principali                         | Incontri sui campi principali                         |
| Incontri sul Court Philippe Chatrier (Campo centrale) | Incontri sul Court Philippe Chatrier (Campo centrale) | Incontri sul Court Philippe Chatrier (Campo centrale) | Incontri sul Court Philippe Chatrier (Campo centrale) |
| Turno                                                 | Vincitore                                             | Perdente                                              | Punteggio                                             |
| ----------------------------------------------------- | ----------------------------------------------------- | ----------------------------------------------------- | ----------------------------------------------------- |
| 2º turno singolare femminile                          | Marija Šarapova [2]                                   | Vitalija D'jačenko                                    | 6-3, 6-1                                              |
| 2º turno singolare maschile                           | Kei Nishikori [5]                                     | Thomaz Bellucci                                       | 7-5, 6-4, 6-4                                         |
| 2º turno singolare maschile                           | Gaël Monfils [13]                                     | Diego Schwartzman                                     | 4-6, 6-4, 4-6, 6-2, 6-3                               |
| 2º turno singolare femminile                          | Carla Suárez Navarro [8]                              | Virginie Razzano [WC]                                 | 6-3, 1-0, r                                           |
| Incontri sul Court Suzanne Lenglen (Grandstand)       |                                                       |                                                       |                                                       |
| Turno                                                 | Vincitore                                             | Perdente                                              | Punteggio                                             |
| 2º turno singolare femminile                          | Samantha Stosur [26]                                  | Amandine Hesse [WC]                                   | 6-0, 6-1                                              |
| 2º turno singolare maschile                           | Roger Federer [2]                                     | Marcel Granollers                                     | 6-2, 7-6(1), 6-3                                      |
| 2º turno singolare femminile                          | Mirjana Lučić-Baroni                                  | Simona Halep [3]                                      | 7-5, 6-1                                              |
| 2º turno singolare maschile                           | Jo-Wilfried Tsonga [14]                               | Dudi Sela                                             | 6-4, 6-1, 6-1                                         |

- Teste di serie eliminate:
  - Singolare maschile:  Roberto Bautista Agut [19],  Ernests Gulbis [24],  Fabio Fognini [28],  Fernando Verdasco [32]
  - Singolare femminile:  Simona Halep [3]
  - Doppio maschile:  Juan Sebastián Cabal /  Robert Farah [16]
  - Doppio femminile: nessuno

### 28 maggio (5º giorno)
Nella 5ª giornata si sono giocati gli incontri di secondo turno del singolare maschile, singolare femminile e doppio maschile oltre ai primi turni del doppio femminile e doppio misto in base al programma della giornata
| Incontri sui campi principali                         | Incontri sui campi principali                         | Incontri sui campi principali                         | Incontri sui campi principali                         |
| Incontri sul Court Philippe Chatrier (Campo centrale) | Incontri sul Court Philippe Chatrier (Campo centrale) | Incontri sul Court Philippe Chatrier (Campo centrale) | Incontri sul Court Philippe Chatrier (Campo centrale) |
| Turno                                                 | Vincitore                                             | Perdente                                              | Punteggio                                             |
| ----------------------------------------------------- | ----------------------------------------------------- | ----------------------------------------------------- | ----------------------------------------------------- |
| 2º turno singolare femminile                          | Julia Görges                                          | Caroline Wozniacki [5]                                | 6-4, 7-64                                             |
| 2º turno singolare maschile                           | Rafael Nadal [6]                                      | Nicolás Almagro                                       | 6-4, 6-3, 6-1                                         |
| 2º turno singolare maschile                           | Andy Murray [3]                                       | João Sousa                                            | 6-2, 4-6, 6-4, 6-1                                    |
| 2º turno singolare femminile                          | Kristina Mladenovic                                   | Danka Kovinić                                         | 6-3, 7-5                                              |
| Incontri sul Court Suzanne Lenglen (Grandstand)       |                                                       |                                                       |                                                       |
| Turno                                                 | Vincitore                                             | Perdente                                              | Punteggio                                             |
| 2º turno singolare femminile                          | Petra Kvitová [4]                                     | Sílvia Soler Espinosa                                 | 64-7, 6-4, 6-2                                        |
| 2º turno singolare femminile                          | Serena Williams [1]                                   | Anna-Lena Friedsam                                    | 5-7, 6-3, 6-3                                         |
| 2º turno singolare maschile                           | Novak Đoković [1]                                     | Gilles Müller                                         | 6-1, 6-4, 6-4                                         |
| 2º turno singolare maschile                           | Richard Gasquet [20] vs. Carlos Berlocq               | Richard Gasquet [20] vs. Carlos Berlocq               | 3-6, 6-3, 6-1, 4-6, sospesa                           |

- Teste di serie eliminate:
  - Singolare maschile:  John Isner [16],  Tommy Robredo [18],  Philipp Kohlschreiber [22],  Bernard Tomić [27],  Viktor Troicki [31]
  - Singolare femminile:  Caroline Wozniacki [5],  Karolína Plíšková [12],  Svetlana Kuznecova [18]
  - Doppio maschile: nessuno
  - Doppio femminile:  Garbiñe Muguruza /  Carla Suárez Navarro [5],  Klaudia Jans-Ignacik /  Andreja Klepač [16]
  - Doppio misto:  Sania Mirza /  Bruno Soares [1],  Andrea Hlaváčková /  Marc López [4]

### 29 maggio (6º giorno)
Nella 6ª giornata si sono giocati gli incontri di terzo turno del singolare maschile e femminile, di secondo turno del doppio maschile e femminile oltre ai primi turni del doppio misto in base al programma della giornata
| Incontri sui campi principali                         | Incontri sui campi principali                         | Incontri sui campi principali                         | Incontri sui campi principali                         |
| Incontri sul Court Philippe Chatrier (Campo centrale) | Incontri sul Court Philippe Chatrier (Campo centrale) | Incontri sul Court Philippe Chatrier (Campo centrale) | Incontri sul Court Philippe Chatrier (Campo centrale) |
| Turno                                                 | Vincitore                                             | Perdente                                              | Punteggio                                             |
| ----------------------------------------------------- | ----------------------------------------------------- | ----------------------------------------------------- | ----------------------------------------------------- |
| 3º turno singolare femminile                          | Alizé Cornet [29]                                     | Mirjana Lučić-Baroni                                  | 4-6, 6-3, 7-5                                         |
| 3º turno singolare maschile                           | Roger Federer [2]                                     | Damir Džumhur                                         | 6-4, 6-3, 6-2                                         |
| 3º turno singolare femminile                          | Marija Šarapova [2]                                   | Samantha Stosur [26]                                  | 6-3, 6-4                                              |
| 3º turno singolare maschile                           | Jo-Wilfried Tsonga [14]                               | Pablo Andújar                                         | 7-63, 6-4, 6-3                                        |
| Incontri sul Court Suzanne Lenglen (Grandstand)       |                                                       |                                                       |                                                       |
| Turno                                                 | Vincitore                                             | Perdente                                              | Punteggio                                             |
| 3º turno singolare femminile                          | Ana Ivanović [7]                                      | Donna Vekić                                           | 6-0, 6-3                                              |
| 2º turno singolare maschile                           | Richard Gasquet [20]                                  | Carlos Berlocq                                        | 3-6, 6-3, 6-1, 4-6, 6-1                               |
| 3º turno singolare maschile                           | Gilles Simon [12]                                     | Nicolas Mahut [WC]                                    | 6-2, 66-7, 66-7, 6-3, 6-1                             |
| 3º turno singolare maschile                           | Gaël Monfils [13]                                     | Pablo Cuevas [21]                                     | 4-6, 7-6(1), 3-6, 6-4, 6-3                            |

- Teste di serie eliminate:
  - Singolare maschile:  Pablo Cuevas [21]
  - Singolare femminile:  Carla Suárez Navarro [8],  Angelique Kerber [11],  Sabine Lisicki [20],  Samantha Stosur [26]
  - Doppio maschile:  Marin Draganja /  Henri Kontinen [13]
  - Doppio femminile:  Alla Kudrjavceva /  Anastasija Pavljučenkova [10]
  - Doppio misto:  Caroline Garcia /  Bob Bryan [5]

### 30 maggio (7º giorno)
Nella 7ª giornata si sono giocati gli incontri di terzo turno del singolare maschile, singolare femminile e doppio maschile, di secondo turno del doppio femminile e doppio misto in base al programma della giornata
| Incontri sui campi principali                         | Incontri sui campi principali                         | Incontri sui campi principali                         | Incontri sui campi principali                         |
| Incontri sul Court Philippe Chatrier (Campo centrale) | Incontri sul Court Philippe Chatrier (Campo centrale) | Incontri sul Court Philippe Chatrier (Campo centrale) | Incontri sul Court Philippe Chatrier (Campo centrale) |
| Turno                                                 | Vincitore                                             | Perdente                                              | Punteggio                                             |
| ----------------------------------------------------- | ----------------------------------------------------- | ----------------------------------------------------- | ----------------------------------------------------- |
| 3º turno singolare femminile                          | Petra Kvitová [4]                                     | Irina-Camelia Begu [30]                               | 6-3, 6-2                                              |
| 3º turno singolare maschile                           | Novak Đoković [1]                                     | Thanasi Kokkinakis [WC]                               | 6-4, 6-4, 6-4                                         |
| 3º turno singolare maschile                           | Richard Gasquet [20]                                  | Kevin Anderson [15]                                   | 4-6, 7-64, 7-5, 6-4                                   |
| 3º turno singolare femminile                          | Serena Williams [1]                                   | Viktoryja Azaranka [27]                               | 3-6, 6-4, 6-2                                         |
| Incontri sul Court Suzanne Lenglen (Grandstand)       |                                                       |                                                       |                                                       |
| Turno                                                 | Vincitore                                             | Perdente                                              | Punteggio                                             |
| 3º turno singolare maschile                           | Andy Murray [3]                                       | Nick Kyrgios [29]                                     | 6-4, 6-2, 6-3                                         |
| 3º turno singolare femminile                          | Alison Van Uytvanck                                   | Kristina Mladenovic                                   | 6-4, 6-1                                              |
| 3º turno singolare maschile                           | Rafael Nadal [6]                                      | Andrej Kuznecov                                       | 6-1, 6-3, 6-2                                         |
| 3º turno singolare femminile                          | Sloane Stephens                                       | Cvetana Pironkova                                     | 6-4, 6-1                                              |

- Teste di serie eliminate:
  - Singolare maschile:  Kevin Anderson [15],  David Goffin [17],  Leonardo Mayer [23],  Nick Kyrgios [29]
  - Singolare femminile:  Andrea Petković [10],  Madison Keys [16],  Viktoryja Azaranka [27],  Irina-Camelia Begu [30]
  - Doppio maschile:  Pablo Cuevas /  David Marrero [12],  Guillermo García López /  Édouard Roger-Vasselin [15]
  - Doppio femminile:  Tímea Babos /  Kristina Mladenovic [3]
  - Doppio misto:  Martina Hingis /  Leander Paes [8]

### 31 maggio (8º giorno)
Nella 8ª giornata si sono giocati gli incontri di quarto turno del singolare maschile e singolare femminile, di terzo turno di doppio maschile e doppio femminile e secondo turno di doppio misto in base al programma della giornata
Iniziano anche gli incontri riservati ai ragazzi.
| Incontri sui campi principali                         | Incontri sui campi principali                         | Incontri sui campi principali                         | Incontri sui campi principali                         |
| Incontri sul Court Philippe Chatrier (Campo centrale) | Incontri sul Court Philippe Chatrier (Campo centrale) | Incontri sul Court Philippe Chatrier (Campo centrale) | Incontri sul Court Philippe Chatrier (Campo centrale) |
| Turno                                                 | Vincitore                                             | Perdente                                              | Punteggio                                             |
| ----------------------------------------------------- | ----------------------------------------------------- | ----------------------------------------------------- | ----------------------------------------------------- |
| 4º turno singolare femminile                          | Elina Svitolina [19]                                  | Alizé Cornet [29]                                     | 6-2, 7-69                                             |
| 4º turno singolare maschile                           | Jo-Wilfried Tsonga [14]                               | Tomáš Berdych [4]                                     | 6–3, 6–2, 65–7, 6–3                                   |
| 4º turno singolare maschile                           | Gaël Monfils [13] vs. Roger Federer [2]               | Gaël Monfils [13] vs. Roger Federer [2]               | 3-6, 6-4 sospesa                                      |
| 4º turno singolare femminile                          | Flavia Pennetta [28] vs. Garbiñe Muguruza [21]        | Flavia Pennetta [28] vs. Garbiñe Muguruza [21]        | Cancellata                                            |
| Incontri sul Court Suzanne Lenglen (Grandstand)       |                                                       |                                                       |                                                       |
| Turno                                                 | Vincitore                                             | Perdente                                              | Punteggio                                             |
| 4º turno singolare femminile                          | Ana Ivanović [7]                                      | Ekaterina Makarova [9]                                | 7-5, 3-6, 6-1                                         |
| 4º turno singolare maschile                           | Kei Nishikori [5]                                     | Tejmuraz Gabašvili                                    | 6-3, 6-4, 6-2                                         |
| 4º turno singolare maschile                           | Stan Wawrinka [8]                                     | Gilles Simon [12]                                     | 6-1, 6-4, 6-2                                         |
| 4º turno singolare femminile                          | Lucie Šafářová [13] vs. Marija Šarapova [2]           | Lucie Šafářová [13] vs. Marija Šarapova [2]           | Cancellata                                            |

- Teste di serie eliminate:
  - Singolare maschile:  Tomáš Berdych [4],  Gilles Simon [12]
  - Singolare femminile:  Ekaterina Makarova [9],  Alizé Cornet [29]
  - Doppio maschile:  Rohan Bopanna /  Florin Mergea [9],  Daniel Nestor /  Leander Paes [10],  Jamie Murray /  John Peers [11],  Pierre-Hugues Herbert /  Nicolas Mahut [14]
  - Doppio femminile:  Caroline Garcia /  Katarina Srebotnik [8],  Karin Knapp /  Roberta Vinci [14]
  - Doppio misto:  Kristina Mladenovic /  Daniel Nestor [6]

### 1º giugno (9º giorno)
Nella 9ª giornata si sono giocati gli incontri di quarto turno del singolare maschile e singolare femminile, i quarti di finale di doppio maschile e doppio misto, il terzo turno di doppio femminile e i primi turni degli incontri junior in base al programma della giornata
| Incontri sui campi principali                         | Incontri sui campi principali                         | Incontri sui campi principali                         | Incontri sui campi principali                         |
| Incontri sul Court Philippe Chatrier (Campo centrale) | Incontri sul Court Philippe Chatrier (Campo centrale) | Incontri sul Court Philippe Chatrier (Campo centrale) | Incontri sul Court Philippe Chatrier (Campo centrale) |
| Turno                                                 | Vincitore                                             | Perdente                                              | Punteggio                                             |
| ----------------------------------------------------- | ----------------------------------------------------- | ----------------------------------------------------- | ----------------------------------------------------- |
| 4º turno singolare femminile                          | Lucie Šafářová [13]                                   | Marija Šarapova [2]                                   | 7-63, 6-4                                             |
| 4º turno singolare maschile                           | Roger Federer [2]                                     | Gaël Monfils [13]                                     | 6-3, 4-6, 6-4, 6-1                                    |
| 4º turno singolare femminile                          | Serena Williams [1]                                   | Sloane Stephens                                       | 1-6, 7-5, 6-3                                         |
| 4º turno singolare maschile                           | Novak Đoković [1]                                     | Richard Gasquet [20]                                  | 6-1, 6-2, 6-3                                         |
| Incontri sul Court Suzanne Lenglen (Grandstand)       |                                                       |                                                       |                                                       |
| Turno                                                 | Vincitore                                             | Perdente                                              | Punteggio                                             |
| 4º turno singolare femminile                          | Garbiñe Muguruza [21]                                 | Flavia Pennetta [28]                                  | 6-3, 6-4                                              |
| 4º turno singolare maschile                           | Andy Murray [3]                                       | Jérémy Chardy                                         | 6-4, 3-6, 6-3, 6-2                                    |
| 4º turno singolare maschile                           | Rafael Nadal [6]                                      | Jack Sock                                             | 6-3, 6-1, 5-7, 6-2                                    |
| 4º turno singolare femminile                          | Timea Bacsinszky [23]                                 | Petra Kvitová [4]                                     | 2-6, 6-0, 6-3                                         |

- Teste di serie eliminate:
  - Singolare maschile:  Marin Čilić [9],  Gaël Monfils [13],  Richard Gasquet [20]
  - Singolare femminile:  Marija Šarapova [2],  Petra Kvitová [4],  Flavia Pennetta [28]
  - Doppio maschile:  Alexander Peya /  Bruno Soares [8]
  - Doppio femminile:  Anastasija Rodionova /  Arina Rodionova [15]
  - Doppio misto: nessuno

### 2 giugno (10º giorno)
Nella 10ª giornata si sono giocati gli incontri dei quarti di finale dei singolari maschile e femminile, del doppio maschile e femminile, e del doppio misto in base al programma della giornata
| Incontri sui campi principali                         | Incontri sui campi principali                         | Incontri sui campi principali                         | Incontri sui campi principali                         |
| Incontri sul Court Philippe Chatrier (Campo centrale) | Incontri sul Court Philippe Chatrier (Campo centrale) | Incontri sul Court Philippe Chatrier (Campo centrale) | Incontri sul Court Philippe Chatrier (Campo centrale) |
| Turno                                                 | Vincitore                                             | Perdente                                              | Punteggio                                             |
| ----------------------------------------------------- | ----------------------------------------------------- | ----------------------------------------------------- | ----------------------------------------------------- |
| Quarti di finale singolare femminile                  | Ana Ivanović [7]                                      | Elina Svitolina [19]                                  | 6-3, 6-2                                              |
| Quarti di finale singolare maschile                   | Jo-Wilfried Tsonga [14]                               | Kei Nishikori [5]                                     | 6-1, 6-4, 4-6, 3-6, 6-3                               |
| Incontri sul Court Suzanne Lenglen (Grandstand)       |                                                       |                                                       |                                                       |
| Turno                                                 | Vincitore                                             | Perdente                                              | Punteggio                                             |
| Quarti di finale singolare femminile                  | Lucie Šafářová [13]                                   | Garbiñe Muguruza [21]                                 | 7-63, 6-3                                             |
| Quarti di finale singolare maschile                   | Stan Wawrinka [8]                                     | Roger Federer [2]                                     | 6-4, 6-3, 7-64                                        |

- Teste di serie eliminate:
  - Singolare maschile:  Roger Federer [2],  Kei Nishikori [5]
  - Singolare femminile:  Elina Svitolina [19],  Garbiñe Muguruza [21]
  - Doppio maschile:  Vasek Pospisil /  Jack Sock [2],  Marcin Matkowski /  Nenad Zimonjić [7]
  - Doppio femminile:  Michaëlla Krajicek /  Barbora Strýcová [13]
  - Doppio misto:  Tímea Babos /  Alexander Peya [7]

### 3 giugno (11º giorno)
Nella 11ª giornata si sono giocati gli incontri dei quarti di finale dei singolari maschile e femminile, del doppio maschile e femminile, e del doppio misto in base al programma della giornata
| Incontri sui campi principali                         | Incontri sui campi principali                         | Incontri sui campi principali                         | Incontri sui campi principali                         |
| Incontri sul Court Philippe Chatrier (Campo centrale) | Incontri sul Court Philippe Chatrier (Campo centrale) | Incontri sul Court Philippe Chatrier (Campo centrale) | Incontri sul Court Philippe Chatrier (Campo centrale) |
| Turno                                                 | Vincitore                                             | Perdente                                              | Punteggio                                             |
| ----------------------------------------------------- | ----------------------------------------------------- | ----------------------------------------------------- | ----------------------------------------------------- |
| Quarti di finale singolare femminile                  | Serena Williams [1]                                   | Sara Errani [17]                                      | 6-1, 6-3                                              |
| Quarti di finale singolare maschile                   | Novak Đoković [1]                                     | Rafael Nadal [6]                                      | 7-5, 6-3, 6-1                                         |
| Incontri sul Court Suzanne Lenglen (Grandstand)       |                                                       |                                                       |                                                       |
| Turno                                                 | Vincitore                                             | Perdente                                              | Punteggio                                             |
| Quarti di finale singolare femminile                  | Timea Bacsinszky [23]                                 | Alison Van Uytvanck                                   | 6-4, 7-5                                              |
| Quarti di finale singolare maschile                   | Andy Murray [3]                                       | David Ferrer [7]                                      | 7-64, 6-2, 5-7, 6-1                                   |

- Teste di serie eliminate:
  - Singolare maschile:  Rafael Nadal [6],  David Ferrer [7]
  - Singolare femminile:  Sara Errani [17]
  - Doppio maschile: nessuna
  - Doppio femminile:  Martina Hingis /  Sania Mirza [1],  Hsieh Su-wei /  Flavia Pennetta [4]
  - Doppio misto: nessuna

### 4 giugno (12º giorno)
Nella 12ª giornata si sono giocati gli incontri delle semifinali femminili, del doppio maschile e la finale del doppio misto in base al programma della giornata
| Incontri sui campi principali                         | Incontri sui campi principali                         | Incontri sui campi principali                         | Incontri sui campi principali                         |
| Incontri sul Court Philippe Chatrier (Campo centrale) | Incontri sul Court Philippe Chatrier (Campo centrale) | Incontri sul Court Philippe Chatrier (Campo centrale) | Incontri sul Court Philippe Chatrier (Campo centrale) |
| Turno                                                 | Vincitore                                             | Perdente                                              | Punteggio                                             |
| ----------------------------------------------------- | ----------------------------------------------------- | ----------------------------------------------------- | ----------------------------------------------------- |
| Semifinale doppio maschile                            | Bob Bryan [1] Mike Bryan [1]                          | Simone Bolelli [6] Fabio Fognini [6]                  | 6-3, 6-3                                              |
| Semifinale singolare femminile                        | Lucie Šafářová [13]                                   | Ana Ivanović [7]                                      | 7-5, 7-5                                              |
| Semifinale singolare femminile                        | Serena Williams [1]                                   | Timea Bacsinszky [23]                                 | 4-6, 6-3, 6-0                                         |
| Incontri sul Court Suzanne Lenglen (Grandstand)       |                                                       |                                                       |                                                       |
| Turno                                                 | Vincitore                                             | Perdente                                              | Punteggio                                             |
| Doppio leggende femminile                             | Kim Clijsters Martina Navrátilová                     | Conchita Martínez Anastasija Myskina                  | 7-5, 6-3                                              |
| Semifinale doppio maschile                            | Ivan Dodig [3] Marcelo Melo [3]                       | Jean-Julien Rojer [5] Horia Tecău [5]                 | 6-3, 7-5                                              |
| Doppio leggende under 45                              | Juan Carlos Ferrero Carlos Moyá                       | Michael Chang Goran Ivanišević                        | 6-3, 6-3                                              |
| Finale doppio misto                                   | Bethanie Mattek-Sands [2] Mike Bryan [2]              | Lucie Hradecká Marcin Matkowski                       | 7-63, 6-1                                             |

- Teste di serie eliminate:
  - Singolare maschile: nessuna
  - Singolare femminile:  Ana Ivanović [7],  Timea Bacsinszky [23]
  - Doppio maschile:  Jean-Julien Rojer /  Horia Tecău [5],  Simone Bolelli /  Fabio Fognini [6]
  - Doppio femminile: nessuna
  - Doppio misto: nessuna

### 5 giugno (13º giorno)
Nella 13ª giornata si sono giocati gli incontri delle semifinali maschili, e del doppio maschile e la finale del doppio misto in base al programma della giornata
| Incontri sui campi principali                         | Incontri sui campi principali                         | Incontri sui campi principali                         | Incontri sui campi principali                         |
| Incontri sul Court Philippe Chatrier (Campo centrale) | Incontri sul Court Philippe Chatrier (Campo centrale) | Incontri sul Court Philippe Chatrier (Campo centrale) | Incontri sul Court Philippe Chatrier (Campo centrale) |
| Turno                                                 | Vincitore                                             | Perdente                                              | Punteggio                                             |
| ----------------------------------------------------- | ----------------------------------------------------- | ----------------------------------------------------- | ----------------------------------------------------- |
| Semifinale singolare maschile                         | Stan Wawrinka [8]                                     | Jo-Wilfried Tsonga [14]                               | 6-3, 6(1)-7, 7-63, 6-4                                |
| Semifinale singolare maschile                         | Novak Đoković [1] vs. Andy Murray [3]                 | Novak Đoković [1] vs. Andy Murray [3]                 | 6-3, 6-3, 5-7, 3-3 sospesa                            |
| Incontri sul Court Suzanne Lenglen (Grandstand)       |                                                       |                                                       |                                                       |
| Turno                                                 | Vincitore                                             | Perdente                                              | Punteggio                                             |
| Doppio leggende over 45                               | Cédric Pioline Mark Woodforde                         | John McEnroe Patrick McEnroe                          | 6-4, 6-1                                              |
| Semifinale doppio femminile                           | Bethanie Mattek-Sands [7] Lucie Šafářová [7]          | Andrea Hlaváčková [9] Lucie Hradecká [9]              | 6-2, 5-7, 6-4                                         |
| Semifinale doppio femminile                           | Casey Dellacqua [12] Jaroslava Švedova [12]           | Ekaterina Makarova [2] Elena Vesnina [2]              | 6-3, 6-2                                              |
| Doppio leggende femminile                             | Conchita Martínez Anastasija Myskina                  | Nathalie Tauziat Sandrine Testud                      | 6-2, 4-6, [10-8]                                      |

- Teste di serie eliminate:
  - Singolare maschile:  Jo-Wilfried Tsonga [14]
  - Singolare femminile: nessuna
  - Doppio maschile: nessuna
  - Doppio femminile:  Ekaterina Makarova [2] /  Elena Vesnina [2],   Andrea Hlaváčková [9] /  Lucie Hradecká [9]
  - Doppio misto: nessuna

### 6 giugno (14º giorno)
Nella 14ª giornata si sono giocati la prosecuzione di una semifinale singolare maschile, la finale del singolare femminile e la finale del doppio maschile in base al programma della giornata

#### Statistiche della finale femminile
| 6 giugno 2015 15:00 Finale femminile | Serena Williams (1) | 2 – 1 6-3, 62-7, 6-2 | Lucie Šafářová (13) | Court Philippe Chatrier, Parigi spettatori: 15.000 Giudice di sedia: Emmanuel Joseph |

|     |                         |     |  |
| 55% | Prime di servizio       | 72% |  |
|     |                         |     |  |
| 9   | Doppi falli             | 1   |  |
|     |                         |     |  |
| 42  | Errori gratuiti         | 17  |  |
|     |                         |     |  |
| 34  | Vincenti                | 17  |  |
|     |                         |     |  |
| 11  | Aces                    | 2   |  |
|     |                         |     |  |
| 77% | Vincenti 1ª di servizio | 57% |  |
|     |                         |     |  |
| 45% | Vincenti 2ª di servizio | 42% |  |
|     |                         |     |  |
| 97  | Punti totali            | 81  |  |
|     |                         |     |  |
|     |                         |     |  |

| Incontri sui campi principali                         | Incontri sui campi principali                         | Incontri sui campi principali                         | Incontri sui campi principali                         |
| Incontri sul Court Philippe Chatrier (Campo centrale) | Incontri sul Court Philippe Chatrier (Campo centrale) | Incontri sul Court Philippe Chatrier (Campo centrale) | Incontri sul Court Philippe Chatrier (Campo centrale) |
| Turno                                                 | Vincitore                                             | Perdente                                              | Punteggio                                             |
| ----------------------------------------------------- | ----------------------------------------------------- | ----------------------------------------------------- | ----------------------------------------------------- |
| Semifinale singolare maschile                         | Novak Đoković [1]                                     | Andy Murray [3]                                       | 6-3, 6-3, 5-7, 5-7, 6-1                               |
| Finale singolare femminile                            | Serena Williams [1]                                   | Lucie Šafářová [13]                                   | 6-3, 62-7, 6-2                                        |
| Finale doppio maschile                                | Ivan Dodig [3] Marcelo Melo [3]                       | Bob Bryan [1] Mike Bryan [1]                          | 65–7, 7–65, 7–5                                       |
| Incontri sul Court Suzanne Lenglen (Grandstand)       |                                                       |                                                       |                                                       |
| Turno                                                 | Vincitore                                             | Perdente                                              | Punteggio                                             |
| Doppio leggende femminile                             | Kim Clijsters Martina Navrátilová                     | Lindsay Davenport Mary Joe Fernández                  | 2-6, 6-2, [11-9]                                      |
| Doppio leggende over 45                               | Guy Forget Henri Leconte                              | Mansour Bahrami Paul Haarhuis                         | 7-6(1), 6-4                                           |

- Teste di serie eliminate:
  - Singolare maschile:  Andy Murray [3]
  - Singolare femminile:  Lucie Šafářová [13]
  - Doppio maschile:  Bob Bryan /  Mike Bryan [1]
  - Doppio femminile: nessuna
  - Doppio misto: nessuna

### 7 giugno (15º giorno)
Nella 15ª giornata si sono giocate le finali del singolare maschile e del doppio femminile, in base al programma della giornata

#### Statistiche della finale maschile
| 8 giugno 2015 15:00 Finale maschile | Novak Đoković (1) | 1-3 6-4, 4-6, 3-6, 4-6 | Stan Wawrinka (8) | Court Philippe Chatrier, Parigi spettatori: 15.000 Giudice di sedia: Damien Dumusois |

|     |                         |     |  |
| 65% | Prime di servizio       | 67% |  |
|     |                         |     |  |
| 0   | Doppi falli             | 3   |  |
|     |                         |     |  |
| 41  | Errori gratuiti         | 45  |  |
|     |                         |     |  |
| 30  | Vincenti                | 60  |  |
|     |                         |     |  |
| 6   | Aces                    | 9   |  |
|     |                         |     |  |
| 63% | Vincenti 1ª di servizio | 76% |  |
|     |                         |     |  |
| 53% | Vincenti 2ª di servizio | 50% |  |
|     |                         |     |  |
| 117 | Punti totali            | 137 |  |
|     |                         |     |  |
|     |                         |     |  |

| Incontri sui campi principali                         | Incontri sui campi principali                         | Incontri sui campi principali                         | Incontri sui campi principali                         |
| Incontri sul Court Philippe Chatrier (Campo centrale) | Incontri sul Court Philippe Chatrier (Campo centrale) | Incontri sul Court Philippe Chatrier (Campo centrale) | Incontri sul Court Philippe Chatrier (Campo centrale) |
| Turno                                                 | Vincitore                                             | Perdente                                              | Punteggio                                             |
| ----------------------------------------------------- | ----------------------------------------------------- | ----------------------------------------------------- | ----------------------------------------------------- |
| Finale doppio femminile                               | Bethanie Mattek-Sands [7] Lucie Šafářová [7]          | Casey Dellacqua [12] Jaroslava Švedova [12]           | 3-6, 6-4, 6-2                                         |
| Finale singolare maschile                             | Stan Wawrinka [8]                                     | Novak Đoković [1]                                     | 4-6, 6-4, 6-3, 6-4                                    |
| Incontri sul Court Suzanne Lenglen (Grandstand)       |                                                       |                                                       |                                                       |
| Turno                                                 | Vincitore                                             | Perdente                                              | Punteggio                                             |
| Doppio leggende over 45                               | Cédric Pioline Mark Woodforde                         | Guy Forget Henri Leconte                              |                                                       |
| Doppio leggende under 45                              | Juan Carlos Ferrero Carlos Moyá                       | Arnaud Clément Nicolas Escudé                         |                                                       |

- Teste di serie eliminate:
  - Singolare maschile:  Novak Đoković [1]
  - Doppio femminile:  Casey Dellacqua /  Jaroslava Švedova [12]

## Seniors

### Singolare maschile
Stan Wawrinka ha sconfitto in finale  Novak Đoković con il punteggio di 4–6, 6–4, 6–3, 6–4.
- È il secondo Slam in carriera per Wawrinka.

### Singolare femminile
Serena Williams ha sconfitto in finale  Lucie Šafářová con il punteggio di 6–3, 6(2)–7, 6–2.
- È il terzo titolo in carriera al Roland Garros per la Williams, il ventesimo Slam in carriera e il secondo del 2015.

### Doppio maschile
Ivan Dodig /  Marcelo Melo hanno sconfitto in finale  Bob Bryan /  Mike Bryan con il punteggio di 6(5)–7, 7–6(5), 7–5.

### Doppio femminile
Bethanie Mattek-Sands /  Lucie Šafářová hanno sconfitto in finale  Casey Dellacqua /  Jaroslava Švedova con il punteggio di 3–6, 6–4, 6–2.

### Doppio misto
Bethanie Mattek-Sands /  Mike Bryan hanno sconfitto in finale  Lucie Hradecká /  Marcin Matkowski con il punteggio di 7–6(3), 6–1.

## Junior

### Singolare ragazzi
Tommy Paul ha sconfitto in finale  Taylor Harry Fritz con il punteggio di 7–6(4), 2–6, 6–2.

### Singolare ragazze
Paula Badosa Gibert ha sconfitto in finale  Anna Kalinskaya con il punteggio di 6–3, 6–3.

### Doppio ragazzi
Alvaro Lopez San Martin /  Jaume Munar hanno sconfitto in finale  William Blumberg /  Tommy Paul con il punteggio di 6–4, 6–2.

### Doppio ragazze
Miriam Kolodziejova /  Markéta Vondroušová hanno sconfitto in finale  Caroline Dolehide /  Katerina Stewart con il punteggio di 6–0, 6–3.

## Tennisti in carrozzina

### Singolare maschile carrozzina
Shingo Kunieda ha sconfitto in finale  Stéphane Houdet con il punteggio di 6–1, 6–0.

### Singolare femminile carrozzina
Jiske Griffioen ha sconfitto in finale  Aniek Van Koot con il punteggio di 6–0, 6–2.

### Doppio maschile carrozzina
Shingo Kunieda /  Gordon Reid hanno sconfitto in finale  Joachim Gérard /  Stéphane Houdet con il punteggio di 6–1, 7–6(1).

### Doppio femminile carrozzina
Jiske Griffioen /  Aniek Van Koot hanno sconfitto in finale  Yui Kamiji /  Jordanne Whiley con il punteggio di 7–6(1), 3–6, [10–8].

## Leggende

### Doppio leggende under 45
Juan Carlos Ferrero /  Carlos Moyá hanno sconfitto in finale  Arnaud Clément /  Nicolas Escudé con il punteggio di 6–3, 6–3.

### Doppio leggende over 45
Guy Forget /  Henri Leconte hanno sconfitto in finale  Cédric Pioline /  Mark Woodforde con il punteggio di 4–6, 7–6(5), [10–3].

### Doppio leggende femminile
Kim Clijsters /  Martina Navrátilová hanno sconfitto in finale  Lindsay Davenport /  Mary Joe Fernández con il punteggio di 2–6, 6–2, [11–9].

## Teste di serie nel singolare
La seguente tabella illustra le teste di serie dei tornei di singolare. assegnate in base al ranking del 19 maggio 2015. i giocatori che non hanno partecipato per infortunio. quelli che sono stati eliminati. e i loro punteggi nelle classifiche ATP e WTA al 26 maggio 2015.
| Legenda                    |
| -------------------------- |
| Vincitore                  |
| Finalista                  |
| Semifinalista              |
| Quarti di finale           |
| Eliminati a 1T. 2T. 3T. 4T |
| Non partecipa              |

### Classifica singolare maschile
| Testa di serie | Ranking | Giocatore              | Punti  | Punti da difendere | Punti conquistati | Nuovo punteggio | Situazione                                  |
| -------------- | ------- | ---------------------- | ------ | ------------------ | ----------------- | --------------- | ------------------------------------------- |
| 1              | 1       | Novak Đoković          | 13,845 | 1,200              | 1,200             | 13,845          | Sconfitto in finale da Stan Wawrinka (8)    |
| 2              | 2       | Roger Federer          | 9,235  | 180                | 360               | 9,415           | Eliminato ai QF da Stan Wawrinka (8)        |
| 3              | 3       | Andy Murray            | 7,040  | 720                | 720               | 7,040           | Eliminato in SF da Novak Đoković (1)        |
| 4              | 4       | Tomáš Berdych          | 5,230  | 360                | 180               | 5,050           | Eliminato al 4T da Jo-Wilfried Tsonga (14)  |
| 5              | 5       | Kei Nishikori          | 5,220  | 10                 | 360               | 5,570           | Eliminato ai QF da Jo-Wilfried Tsonga (14)  |
| N/A            | 6       | Milos Raonic           | 4,800  | 360                | 0                 | 4,444           | Infortunio al piede destro                  |
| 6              | 7       | Rafael Nadal           | 4,570  | 2,000              | 360               | 2,930           | Eliminato ai QF da Novak Đoković (1)        |
| 7              | 8       | David Ferrer           | 4,490  | 360                | 360               | 4,490           | Eliminato ai QF da Andy Murray (3)          |
| 8              | 9       | Stan Wawrinka          | 3,845  | 10                 | 2,000             | 5,835           | Vittoria in finale contro Novak Đoković (1) |
| 9              | 10      | Marin Čilić            | 3,370  | 90                 | 180               | 3,460           | Eliminato al 4T da David Ferrer (7)         |
| 10             | 11      | Grigor Dimitrov        | 2,760  | 10                 | 10                | 2,760           | Eliminato al 1T da Jack Sock                |
| 11             | 12      | Feliciano López        | 2,280  | 45                 | 10                | 2,245           | Eliminato al 1T da Tejmuraz Gabašvili       |
| 12             | 13      | Gilles Simon           | 2,210  | 90                 | 180               | 2,300           | Eliminato al 4T da Stan Wawrinka (8)        |
| 13             | 14      | Gaël Monfils           | 2,065  | 360                | 180               | 1,885           | Eliminato al 4T da Roger Federer (2)        |
| 14             | 15      | Jo-Wilfried Tsonga     | 2,045  | 180                | 720               | 2,585           | Eliminato in SF da Stan Wawrinka (8)        |
| 16             | 16      | John Isner             | 1,980  | 180                | 45                | 1,845           | Eliminato al 2T da Jérémy Chardy            |
| 15             | 17      | Kevin Anderson         | 1,970  | 180                | 90                | 1,880           | Eliminato al 3T da Richard Gasquet (21)     |
| 17             | 18      | David Goffin           | 1,835  | 10                 | 90                | 1,915           | Eliminato al 3T da Jérémy Chardy            |
| 18             | 19      | Tommy Robredo          | 1,755  | 90                 | 45                | 1,710           | Eliminato al 2T da Borna Ćorić              |
| 19             | 20      | Roberto Bautista Agut  | 1,750  | 90                 | 45                | 1,705           | Eliminato al 2T da Lukáš Rosol              |
| 20             | 21      | Richard Gasquet        | 1,625  | 90                 | 180               | 1,715           | Eliminato al 4T da Novak Đoković (1)        |
| 23             | 22      | Leonardo Mayer         | 1,580  | 90                 | 90                | 1,580           | Eliminato al 3T da Marin Čilić (9)          |
| 21             | 23      | Pablo Cuevas           | 1,502  | 45                 | 90                | 1,547           | Eliminato al 3T da Gaël Monfils (13)        |
| 26             | 24      | Guillermo García López | 1,335  | 180                | 10                | 1,165           | Eliminato al 1T da Steve Johnson            |
| 25             | 25      | Ivo Karlović           | 1,330  | 90                 | 10                | 1,250           | Eliminato al 1T da Marcos Baghdatis         |
| 27             | 26      | Bernard Tomić          | 1,320  | 10                 | 45                | 1,355           | Eliminato al 2T da Thanasi Kokkinakis       |
| 28             | 27      | Fabio Fognini          | 1,295  | 90                 | 45                | 1,250           | Eliminato al 2T da Benoît Paire             |
| 22             | 28      | Philipp Kohlschreiber  | 1,285  | 90                 | 45                | 1,240           | Eliminato al 2T da Pablo Andújar            |
| 24             | 29      | Ernests Gulbis         | 1,275  | 720                | 45                | 0,600           | Eliminato al 2T da Nicolas Mahut (WC)       |
| 29             | 30      | Nick Kyrgios           | 1,250  | 0                  | 90                | 1,340           | Eliminato al 3T da Andy Murray (3)          |
| 30             | 32      | Adrian Mannarino       | 1,223  | 45                 | 10                | 1,188           | Eliminato al 1T da Jürgen Melzer            |
| 31             | 33      | Viktor Troicki         | 1,217  | (20)               | 45                | 1,242           | Eliminato al 2T da Simone Bolelli           |
| 32             | 34      | Fernando Verdasco      | 1,180  | 180                | 45                | 1,045           | Eliminato al 2T da Benjamin Becker          |

### Classifica singolare femminile
| Testa di serie | Ranking | Giocatrice           | Punti | Punti da difendere | Punti conquistati | Nuovo punteggio | Situazione                                     |
| -------------- | ------- | -------------------- | ----- | ------------------ | ----------------- | --------------- | ---------------------------------------------- |
| 1              | 1       | Serena Williams      | 9,361 | 70                 | 2,000             | 11,291          | Vittoria in finale contro Lucie Šafářová (13)  |
| 2              | 2       | Marija Šarapova      | 7,710 | 2,000              | 240               | 5,950           | Eliminata al 4T da Lucie Šafářová (13)         |
| 3              | 3       | Simona Halep         | 7,360 | 1,300              | 70                | 6,130           | Eliminata al 2T da Mirjana Lučić-Baroni        |
| 4              | 4       | Petra Kvitová        | 6,760 | 130                | 240               | 6,870           | Eliminata al 4T da Timea Bacsinszky (23)       |
| 5              | 5       | Caroline Wozniacki   | 4,940 | 10                 | 70                | 5,000           | Eliminata al 2T da Julia Görges                |
| 6              | 6       | Eugenie Bouchard     | 3,888 | 780                | 10                | 3,108           | Eliminata al 1T da Kristina Mladenovic         |
| 7              | 7       | Ana Ivanović         | 3,655 | 130                | 780               | 4,305           | Eliminata in SF da Lucie Šafářová (13)         |
| 8              | 8       | Carla Suárez Navarro | 3,645 | 430                | 130               | 3,345           | Eliminata al 3T da Flavia Pennetta (28)        |
| 9              | 9       | Ekaterina Makarova   | 3,510 | 130                | 240               | 3,620           | Eliminata al 4T da Ana Ivanović (7)            |
| 10             | 10      | Andrea Petković      | 3,310 | 780                | 130               | 2,660           | Eliminata al 3T da Sara Errani (17)            |
| 11             | 11      | Angelique Kerber     | 3,230 | 240                | 130               | 3,120           | Eliminata al 3T da Garbiñe Muguruza (21)       |
| 12             | 12      | Karolína Plíšková    | 3,010 | 70                 | 70                | 3,010           | Eliminata al 2T da Andreea Mitu                |
| 13             | 13      | Lucie Šafářová       | 2,995 | 240                | 1,300             | 4,055           | Sconfitta in finale contro Serena Williams (1) |
| 14             | 14      | Agnieszka Radwańska  | 2,885 | 130                | 10                | 2,765           | Eliminata al 1T da Annika Beck                 |
| 15             | 15      | Venus Williams       | 2,646 | 70                 | 10                | 2,586           | Eliminata al 1T da Sloane Stephens             |
| 16             | 16      | Madison Keys         | 2,275 | 10                 | 130               | 2,395           | Eliminata al 3T da Timea Bacsinszky (23)       |
| 17             | 17      | Sara Errani          | 2,140 | 430                | 430               | 2,140           | Eliminata ai QF da Serena Williams (1)         |
| 18             | 18      | Svetlana Kuznecova   | 2,118 | 430                | 70                | 1,758           | Eliminata al 2T da Francesca Schiavone         |
| 19             | 21      | Elina Svitolina      | 2,045 | 70                 | 430               | 2,405           | Eliminata ai QF da Ana Ivanović (7)            |
| 20             | 19      | Sabine Lisicki       | 2,105 | 70                 | 130               | 2,165           | Eliminata al 3T da Lucie Šafářová (13)         |
| 21             | 20      | Garbiñe Muguruza     | 2,075 | 430                | 430               | 2,075           | Eliminata ai QF da Lucie Šafářová (13)         |
| 22             | 23      | Barbora Strýcová     | 1,995 | 10                 | 10                | 1,995           | Eliminata al 1T da Cvetana Pironkova           |
| 23             | 24      | Timea Bacsinszky     | 1,958 | 110                | 780               | 2,628           | Eliminata in SF da Serena Williams (1)         |
| 24             | 26      | Peng Shuai           | 1,842 | 10                 | 10                | 1,842           | Eliminata al 1T da Polona Hercog               |
| 25             | 25      | Jelena Janković      | 1,860 | 240                | 10                | 1,630           | Eliminata al 1T da Sesil Karatančeva (Q)       |
| 26             | 22      | Samantha Stosur      | 2,010 | 240                | 130               | 1,900           | Eliminata al 3T da Marija Šarapova (2)         |
| 27             | 27      | Viktoryja Azaranka   | 1,733 | 0                  | 130               | 1,863           | Eliminata al 3T da Serena Williams (1)         |
| 28             | 28      | Flavia Pennetta      | 1,731 | 70                 | 240               | 1,901           | Eliminata al 4T da Garbiñe Muguruza (21)       |
| 29             | 29      | Alizé Cornet         | 1,700 | 70                 | 240               | 1,870           | Eliminata al 4T da Elina Svitolina (19)        |
| 30             | 30      | Irina-Camelia Begu   | 1,536 | 30                 | 130               | 1,636           | Eliminata al 3T da Petra Kvitová (4)           |
| 31             | 31      | Caroline Garcia      | 1,475 | 10                 | 10                | 1,475           | Eliminata al 1T da Donna Vekić                 |
| 32             | 32      | Zarina Dijas         | 1,375 | 10                 | 70                | 1,435           | Eliminata al 2T da Alison Van Uytvanck         |
| N/A            | 93      | Alison Van Uytvanck  | 0,647 | 10                 | 430               | 1,067           | Eliminata ai QF da Timea Bacsinszky (23)       |

## Punti e distribuzione dei premi in denaro

### Distribuzione dei punti
Di seguito le tabelle per ciascuna competizione, che mostrano i punti validi per il ranking per ogni evento

### Tornei uomini e donne
| Evento              | Vincitore | Finalista | Semifinalista | Quarti di Finale | Quarto turno | Terzo turno | Secondo turno | Primo turno | Qualificato | Turno decisivo qualificazioni | Secondo turno qualificazioni | Primo turno qualificazioni |
| Singolare maschile  | 2000      | 1200      | 720           | 360              | 180          | 90          | 45            | 10          | 25          | 16                            | 8                            | 0                          |
| Doppio maschile     | 2000      | 1200      | 720           | 360              | 180          | 90          | 0             | N.D.        | N.D.        | N.D.                          | N.D.                         | N.D.                       |
| Singolare femminile | 2000      | 1300      | 780           | 430              | 240          | 130         | 70            | 10          | 40          | 30                            | 20                           | 2                          |
| Doppio femminile    | 2000      | 1300      | 780           | 430              | 240          | 130         | 10            | N.D.        | N.D.        | N.D.                          | N.D.                         | N.D.                       |

### Carrozzina
| Evento      | Vincitore | Finalista | Semifinalista | Quarti di finale |
| Singolare1  | 800       | 500       | 375           | 100              |
| Doppio2     | 800       | 500       | 100           | N.D.             |
| Quad doppio | 800       | 100       | N.D.          | N.D.             |

### Junior
| Evento              | Vincitore | Finalista | Semifinalista | Quarti di finale | Secondo Turno | Primo turno | Qualificato | Turno decisivo qualificazioni |
| Singolare maschile  | 375       | 270       | 180           | 120              | 75            | 30          | 25          | 20                            |
| Singolare femminile | 375       | 270       | 180           | 120              | 75            | 30          | 25          | 20                            |
| Doppio maschile     | 270       | 180       | 120           | 75               | 45            | N.D.        | N.D.        | N.D.                          |
| Doppio femminile    | 270       | 180       | 120           | 75               | 45            | N.D.        | N.D.        | N.D.                          |

### Premi in denaro
| Evento                  | Vincitore   | Finalista | Semifinalista | Quarti di finale | Quarto turno | Terzo turno | Secondo turno | Primo turno | Q3       | Q2     | Q1     |
| Singolare               | 1 800 000 € | 900 000 € | 450 000 €     | 250 000 €        | 145 000 €    | 85 000 €    | 50 000 €      | 27 000 €    | 12 000 € | 6000 € | 3000 € |
| Doppio*                 | 450 000 €   | 225 000 € | 112 500 €     | 61 000 €         | 33 000 €     | 18 000 €    | 9000 €        | N.D.        | N.D.     | N.D.   | N.D.   |
| Doppio misto*           | 114 000 €   | 57 000 €  | 28 000 €      | 15 000 €         | 8000 €       | 4000 €      | N.D.          | N.D.        | N.D.     | N.D.   | N.D.   |
| Singolare in carrozzina | 28 000 €    | 14 000 €  | 7000 €        | 4000 €           | N.D.         | N.D.        | N.D.          | N.D.        | N.D.     | N.D.   | N.D.   |
| Doppio in carrozzina*   | 8000 €      | 4000 €    | 2400 €        | N.D.             | N.D.         | N.D.        | N.D.          | N.D.        | N.D.     | N.D.   | N.D.   |

* per team